# Кампинас
Кампинас (порт. Campinas) град је у Бразилу у савезној држави Сао Пауло. Према процени из 2007. у граду је живело 1.039.297 становника.

## Становништво
Према процени из 2007. у граду је живело 1.039.297 становника.
| 1991.   | 2000.   |
| ------- | ------- |
| 847.595 | 969.396 |

## Партнерски градови
- Јерихон
- Каскаис
- Сан Дијего
- Индијанаполис
- Сесто Сан Ђовани